# Jan Abrahamse
Jan Abrahamse (Vlissingen, 8 februari 1937 – Groningen, 11 april 2013) was een Nederlands cartograaf, wadloper en hoofdredacteur. Hij hield zich bezig met landschap, natuur en de cultuur van het landschap in het noorden van Nederland. Hij was een van de oprichters van de Waddenvereniging en het blad Noorderbreedte.
Jan Abrahamse volgde een studie geografie in Groningen waarna hij werkzaam was bij uitgeverij Wolters-Noordhoff als cartograaf voor de Bosatlas.In de jaren vijftig en zestig was hij een van de pioniers op het gebied van wadlopen. Hij wandelde samen met Jaap Buwalda in 1957 naar Schiermonnikoog en trok met die tocht en de wadlooptochten die daarna volgden de aandacht voor het wadlopen. Deze activiteiten vormden de basis voor het georganiseerde wadlopen met publiek onder leiding van gidsen. Als wadloper raakte hij betrokken bij de oprichting van de Waddenvereniging. Hij was tot 2002 hoofdredacteur van het Waddenbulletin, het blad van deze vereniging. Hij schreef diverse boeken over het waddengebied en het noorden van Nederland. In 1977 was hij een van initiatiefnemers van het blad Noorderbreedte, dat focust op het noordelijke landschap, de cultuur, historie en natuur. In 2011 maakte hij nog een speciale editie van dit blad over de muziek van het waddengebied.